# قائمة ملوك كبادوكيا

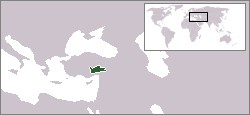
مناطق التواجد

هذه القائمة تحتوي على سطارفة (مرزبانات) الأخمينيين ثم ملوكها الهلنستيين في كبادوكيا، المنطقة والإقليم التاريخي في هضبة الأناضول الوسطى.

## السطارفة الداتاميون في كبادوكيا حوالي 180-331 ق م
- داتاميسen حوالي 380-362 ق م
- أريامنيس en 362-350 ق م
- مثروبوزانيس en قتل عام 334 ق م
- أرياراثيس الأول en ـ 350-331 ق م

## الملوك الأرياراثيون في كبادوكيا، 331 ق م - 17 م
- أرياراثيس الأول en ـ 331-322 ق م
- أرياراثيس الثاني en ـ 301-280 ق م
- أريامنيس الثاني en ـ 280-230 ق م
- أرياراثيس الثالث en ـ 255-220 ق م
- أرياراثيس الرابع أوسيبيس en ـ 220-163 ق م
- أرياراثيس الخامس أوسيبيس فيلوپيتر en ـ 163-130 ق م
- أوروفرنيس en ـ 157 ق م
- أرياراثيس السادس إپيفانيس فيلوپيتر en ـ 130-116 ق م
- أرياراثيس السابع فيلوميتر en ـ 116-101 ق م
- أرياراثيس الثامن en ـ 101-96 ق م
- أرياراثيس التاسع en حوالي 95 ق م
- أريوبارزين الأول فيلورومايوس en ـ 95-حوالي 63 ق م
- أريوبارزين الثاني فيلوپيتر en حوالي 63-51 ق م
- أريوبارزين الثالث أوسيبيس فيلورومايوس en ـ 51-42 ق م
- أرياراثيس العاشر أوسيبيس فيلاديلفوس en ـ 42-36 ق م
- أرخيلاوس en ـ 36 ق م - 17 م